# Ludovico Turchi
Ludovico Turchi (o Turqui) (ca. 1560 – 1627) fue un comerciante florentino del siglo xvi al xvii, especializado en arte. Desarrolló gran parte de su actividad trabajando para la corte española de los primeros Austrias.

## Actividad en España
La actividad de Ludovico Turchi como marchante de arte y más en concreto como «importador de escultura italiana», en la España de Felipe II y su hijo Felipe III, está asociada a la obra del escultor Rutilio Gaci, en la documentación de varias fuentes madrileñas diseñadas por Juan Gómez de Mora, que luego aparecerán dibujadas por el artista y grabador Louis Meunier en la década de 1660.
Al menos cinco piezas escultóricas han sido relacionadas con la factura y gestión de Turchi y Gaci, como las que coronaban las fuentes de la Abundancia, de la Fe, de Endimión, de Diana Cazadora y el conjunto de la fuente de la Plaza de San Salvador (luego Plaza de la Villa). La asociación de Ludovico Turchi y Rutilio Gaci ha provocado que con frecuencia aparezcan confusamente mezclados o intercambiados sus cometidos, llegando a figurar en la documentación el propio Turchi como escultor.
La actividad de Turchi en España fue revisada y estudiada al inicio del siglo xxi por Peter Cherry, relacionándolo con obras diseñadas por Gómez de Mora, y la gestión comercial de esculturas como las ya referidas de la fuente de Diana (1617) o la alegoría que coronaba la fuente de la Abundancia (1618) en la plaza de la Cebada de Madrid.